# Borza Lucia
Borza Lucia (Kétegyháza, 1928. február 13. – Budapest, 2016. április 6.) magyarországi román folklórgyűjtő, tanár, újságíró, tankönyvszerkesztő.

## Életpályája
Szegeden és Békéscsabán folytatta tanulmányait, majd 1947-től Budapesten bölcsészettudományt tanult. 1951-től 1957-ig Gyulán a Nicolae Bălcescu Román Gimnáziumban román és magyar nyelvet oktatott. 1957-1978 között a budapesti Tankönyvkiadó nemzetiségi szerkesztőségében dolgozott román nyelvű tankönyvek szerkesztőjeként. Sok fejlesztési program kidolgozásában és tankönyv összeállításában vesz részt. A gyulai évek alatt rendszeresen publikált a Libertatea Noastră, a Foaia Noastră és a Noi című hetilapokban kultúrtörténeti cikkeket és népi alkotásokat. A kétegyházi folklórkincs legszebb meséit, gyermekmondókáit, szólásait önálló kötetben is összegyűjtötte. Nem csak folklórgyűjtő azonban, tudományos igényű feldolgozásai és adaptációi is figyelemre méltóak. Ekkortájt kezdett el gyermekverseket írni: a magyarországi románság egyetlen gyermekverseket író költője. Mindemellett az Izvorul című néprajzi folyóiratban meséket, mondókákat és egyéb néphagyományokat közölt. Mint költő a hagyományos forma- és érzésvilágot tükröző verseket írt.

## Művei
- Így mondjuk románul... Kifejezések és szólások gyűjteménye; Magyarországi Románok Országos Önkormányzata, Bp., 1998
- Magyar-román kisszótár [halott link] – Bakos Ferenc, Borza Lucia; Akadémiai Kiadó, Budapest, 1994
- Mărunte Mărgăritare [ halott link]] (Apró gyöngyszemek - Ghicitori pentru copII); Tankönyvkiadó Vállalat, 1986
- Román társalgási zsebkönyv [ halott link]] - Borza Lucia, Pálffy Endre; Tankönyvkiadó Vállalat, 1966
- Román nyelvkönyv tanfolyamok és magántanulók számára  - Borza Lucia, Nagy Béla; Tankönyvkiadó, Budapest, 1971
- Kétegyháza község monográfiája [ halott link]] (Monographia comunii Chitichaz) - Ardelean József János, Borza Lucia, Csobai Lászlóné, Szabó Ferenc; Magánkiadás, 1986
- Idegen nevek kiejtési szótára [ halott link]]- Borza Lucia, Deme László, Fábián Pál, Fehér József, Földi Ervin, Király Rudolf, Magay Tamás, Országh László; Akadémiai Kiadó, Budapest, 1974
- Négy évtizede az oktatás szolgálatában (Barátság folyóirat, II. 6. XIV. oldal, melléklet
- Kétegyházi anekdoták (Barátság folyóirat, III. 1 1258. oldal, humor)
- Jellegzetes étkezési szokások a kétegyházi románoknál (Barátság folyóirat, II. 7. 1015. oldal, receptek)
- Iarmaroc în pădure (Vásár az erdőben), Gyula, 2004, ISBN 963-214-290-X